# Helene Adler

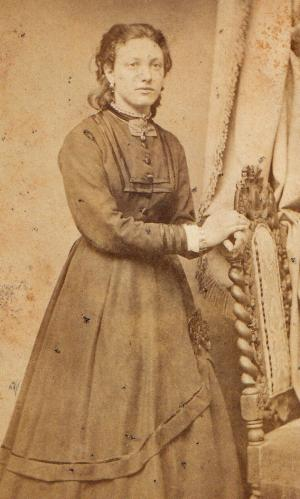
Helene Adler (1875)

Helene Adler (geb. 5. Dezember 1849 in Frankfurt am Main; gest. 2. Dezember 1923 ebenda) war eine deutsche Schriftstellerin und Lehrerin.

## Leben
Helene Adler wurde im Haus zum Rost 118 in der Frankfurter Judengasse geboren. Hier war schon 1786 der Dichter Ludwig Börne zur Welt gekommen, als der Ghettozwang noch nicht aufgehoben war. Adlers Vater, ein Gemeindediener der israelitischen Kultusgemeinde, hatte das Haus erworben. Bis 1865 besuchte sie das Philanthropin der Stadt und legte 1867 in Wiesbaden die Lehrerinnenprüfung ab. Anschließend unterrichtete sie als Lehrerin und Erzieherin in der Waisenanstalt des Frankfurter israelitischen Frauenvereins. 1882 musste sie wegen ihrer schlechten Gesundheit die pädagogische Praxis aufgeben. Adler war Freidenkerin und propagierte im Ersten Weltkrieg den Pazifismus. 
Von da an arbeitete Helene Adler als Schriftstellerin. Sie verfasste nicht nur pädagogische Schriften, sondern wurde auch als hessische Dialektdichterin bekannt. In Frankfurt am Main, wo sie später im Ostend in der Scheidswaldstraße 30 wohnte, trägt der Helene-Adler-Weg im Stadtteil Kalbach-Riedberg ihren Namen.

## Werke
- Beim Kuckuck. Launige zoopoetische Waldgesänge. Erras, Frankfurt a. M. 1882.
- Religion und Moral. Ein Beitrag zur Erziehungsfrage vom Standpunkte der Schopenhauerschen Ethik. Stollberg, Gotha 1882.
- Ueber Waisenerziehung. Erras, Frankfurt a. M. 1885.
- Vorreden und Bruchstücke. Poetische Musterkarte. Staudt, Frankfurt a. M. 1897.
- Fridde uff Erde! Ääne Gardinepreddigt (1897)
- Poetische Schatten, den Manen Arthur Schopenhauers geweiht. Buch 1: Anakreon. Cavael, Leipzig 1912.
- Studentenlieder und akademische Gesänge. Xenien-Verlag, Leipzig 1914.